# Zinder IV
Zinder IV est un arrondissement communal de la ville de Zinder au Niger. 

## Géographie
L'arrondissement de Zinder IV s'étend à l'ouest de la ville de Zinder.
| Tirmini | Tirmini   | Zinder III |
| Tirmini | Zinder IV | Zinder II  |
|         | Droum     | Zinder I   |

## Histoire
La commune urbaine de Zinder IV est instaurée en 2002, érigée en arrondissement communal en 2010. 

## Population
Lors du recensement général de 2012, la population communale est relevée à 80 923 habitants. L'accroissement annuel de la population atteint 6,0 % pendant la période 2001-2012.

## Quartiers et villages
L'arrondissement s'étend sur 67 localités en zones urbaine et rurale.

## Services et infrastructures
La commune compte 5 centres de santé intégrés (CSI) : Charé Zamna, Karkada, Kagnan Gallam Kadja, Malloumala, Midick.

## Sports
- Hippodrome de Zinder.